# 1. deild karla 2007
Mùa giải 2007 của 1. deild karla là mùa giải thứ 53 của bóng đá hạng hai ở Iceland.

## Bảng xếp hạng
| Vị thứ | Đội         | Số trận | Thắng | Hòa | Thua | Bàn thắng | Bàn thua | Hiệu số | Điểm | Ghi chú                     |
| ------ | ----------- | ------- | ----- | --- | ---- | --------- | -------- | ------- | ---- | --------------------------- |
| 1      | Grindavík   | 22      | 15    | 2   | 5    | 47        | 21       | +26     | 47   | Thăng hạng Úrvalsdeild 2008 |
| 2      | Þróttur R.  | 22      | 14    | 5   | 3    | 47        | 24       | +23     | 47   | Thăng hạng Úrvalsdeild 2008 |
| 3      | Fjölnir     | 22      | 14    | 3   | 5    | 61        | 29       | +32     | 45   | Thăng hạng Úrvalsdeild 2008 |
| 4      | ÍBV         | 22      | 13    | 5   | 4    | 42        | 23       | +19     | 44   |                             |
| 5      | Fjarðabyggð | 22      | 11    | 4   | 7    | 23        | 17       | +6      | 37   |                             |
| 6      | Leiknir R.  | 22      | 6     | 7   | 9    | 22        | 27       | -5      | 25   |                             |
| 7      | Þór A.      | 22      | 6     | 6   | 10   | 33        | 40       | -7      | 24   |                             |
| 8      | Njarðvík    | 22      | 5     | 8   | 9    | 25        | 32       | -7      | 23   |                             |
| 9      | Stjarnan    | 22      | 5     | 5   | 12   | 39        | 44       | -5      | 20   |                             |
| 10     | Víkingur Ó. | 22      | 5     | 5   | 12   | 22        | 33       | -11     | 20   |                             |
| 11     | KA          | 22      | 5     | 4   | 13   | 14        | 45       | -31     | 19   |                             |
| 12     | Reynir S.   | 22      | 3     | 7   | 12   | 22        | 62       | -40     | 16   | Xuống hạng 2. deild 2008    |

Ghi chú:Vì Úrvalsdeild mở rộng thành 12 đội, có 3 đội thăng hạng và chỉ 1 đội xuống hạng từ 1. deild karla để giữ cho giải có 12 đội bóng.

## Danh sách ghi bàn
| Cầu thủ                 | Số bàn thắng | Đội bóng   |
| ----------------------- | ------------ | ---------- |
| Hjörtur Hjartarson      | 18           | Þróttur R. |
| Atli Viðar Björnsson    | 14           | Fjölnir    |
| Gunnar Már Guðmundsson  | 12           | Fjölnir    |
| Guðjón Baldvinsson      | 12           | Stjarnan   |
| Hreinn Hringsson        | 11           | Þór A.     |
| Jakob Spangsberg Jensen | 10           | Leiknir R. |
| Adolf Sveinsson         | 10           | Þróttur R. |
| Tómas Leifsson          | 9            | Fjölnir    |
| Paul McShane            | 9            | Grindavík  |
| Ian David Jeffs         | 9            | ÍBV        |
| Andri Steinn Birgisson  | 8            | Grindavík  |
| Scott Ramsey            | 8            | Grindavík  |
| Atli Heimisson          | 8            | ÍBV        |